# 土祭
土祭（ひじさい）とは、栃木県芳賀郡益子町で行われている、住民参加型の「益子の風土」に根ざした町おこしアートイベントとして行われる「祭り」である。

## 概要
3年ごとの、秋の9月に入ってからの新月から満月の会期で開かれる。
2009年（平成21年）から始まり、3年ごとに開催され、これまでに2012年（平成24年）、2015年（平成27年）、2018年（平成30年）、2021年（令和3年）の計5回開かれている。
また「土祭」が行われる前の年には「前・土祭（まえ ひじさい）」が開催され、これまでに2011年（平成23年）と2014年（平成26年）、2017年（平成29年）に開催された。
益子町の主要産業である益子焼の「窯業」と、「農業」になくてはならないものである「土」を用いたイベントとして、「土」の古代の呼び方である「ひじ」から、総合プロデューサー・馬場浩史の友人であり盟友である武田好史により「土祭：ひじさい」と命名された。

## 沿革

### 始まり
平成の大合併の時、益子町は単独で町制運営をすることになった。そして緊縮財政を取らざるを得なくなった。
当時の町長・大塚朋之は、ブランドプロデューサーであり、成井恒雄と親しくなり、成井に導かれるように益子に移住し、カフェギャラリー「starnet」を開き主宰として活動していた馬場浩史に相談した。
お金は無いけども、益子に今あるもので、益子の未来へ希望を見出す取り組みは出来ないだろうか？と。
こうして「益子という土地に根ざし、祖先へと繋がる、連綿と続く小さな循環の中で開かれるお祭り」、「土祭」は始まった。　

### 土祭2009
2009年（平成21年）9月19日から10月4日まで、第1回となる「土祭 2009」が開かれた
益子町が2006年（平成18年）に住民と行政が協働で策定した「ましこ再生計画」の三本柱の目標である「環境都市・ましこを目指して」「健康長寿の里を目指して」「学びの里を目指して」を基盤として企画された。
「土」は益子町の主要産業である益子焼の「窯業」、そして農業に無くてはならないものであるとして「新しい時代を築いていくアート」を住民が作り上げていく「祭り」として「土祭（ひじさい）」と命名された。
運営方針として「空き家対策、商店街の活性化」、「環境プログラムの導入」、「ボランティアによる会場設営、運営」の3つを掲げ、古民家に江戸時代から大正時代にかけて作られた古い益子焼を展示「益子焼の歴史」を振り返り

、益子町の小中学生と文星芸術大学の学生が共に3,000個の土人形をワークショップで制作して展示。また「光る泥団子作り」の展示とワークショップも行った。
会場設営には益子町の放置竹林から間伐された竹材が用いられた竹製のテントが使用された。そして著名な左官職人である挾土秀平と、土の建築に造詣のある日置拓人を招き「益子の原土山」を巡り観察した後、益子町で初めて開催される「土祭」の象徴として「益子の土」を用いて「益子の地層」が表現された「土舞台」が設営された。
また「土舞台」が設置された広場では、「朝市」や「農村カフェ」、「夕焼けバー」も開かれた。
そして土着音楽芸能である「太々神楽」などの演奏会「土音楽祭」も開かれ、奄美島唄伝承の第一人者である朝崎郁恵がフィナーレを飾った。

### 土祭2012

#### 前・土祭2011
2011年（平成23年）3月11日に発生した東日本大震災で、益子焼が商品や芸術的作品や窯に至るまで甚大な被害を受けた半年後の9月11日、翌年の「土祭2012」のプレイベントとして「2011 前・土祭」が行われた。
第1回「土祭2009」の時に設営された「土舞台」がある「藍の道 町営駐車場」を会場として、子どもたちが土で制作したベンチや囲炉裏を設置。益子町の朝穫り野菜やパンや加工品などを販売する「土祭市場」や、前回と同様に演奏会を背景として「夕焼けバー」も開かれた。

#### 土祭2012
2012年（平成24年）9月16日から30日までの15日間、「土祭2012」が開催された。
益子町の先人たちに感謝しながら「益子町で暮らす誇り」を町民に再認識してもらい、来場した人たちに「益子町という地域の魅力」を見つめ直してもらうよう、「益子町の歴史や風土」と「益子町の自然環境」もテーマに盛り込んだ。
第1回「土祭2009」よりも益子町内での「土祭」参加対象地域を3倍以上の規模に広げ、陶芸家や彫刻家などの益子町に在住している作家に加え、国内外で活動する作曲家や有識者も招いて、アートや音楽ライブやカフェや民芸関連の展覧会など35の主要企画が行われた。
また益子町町民が企画した祭りのテーマに沿った「住民プロジェクト」も展開された。

### 土祭2015
2013年（平成25年）7月28日、「土祭」をプロデュースし立ち上げた発起人の一人であり、総合プロデューサーとして「土祭」の中心人物であった馬場浩史が亡くなった。「土祭」開催をするための大きな柱を失ってしまったが、新しくプロデューサーを迎えるのではなく、環境デザイナーである廣瀬俊介を風土形成ディレクターとして招くなど専門家の協力を得ながら益子町民の手で土祭を作り上げていくこととなった。

#### 前・土祭2014
2014年（平成26年）10月4日、「土祭2015」のプレイベントとして「前・土祭2014」が開かれた。
同年9月5日から7日まで、メイン会場となる益子の「土祭広場」を手作業でリニューアル整備を行った。大塚朋之町長が軍手や長靴を履いて自ら率先して作業に参加し、東北芸術工科大学の学生や町民有志がボランティアで参加した。
当日は「土祭広場」で、朝には有機野菜や天然酵母パンなど益子町内の16店舗が参加する「土祭市場」を開き、
夕方からは益子町内8店舗が地酒や各種料理を販売する「夕焼けバー」が開かれ、「土舞台」では「天人疾風の会」が和太鼓を、また「妙伝寺雅楽」が奉納演奏を披露した。そして「光る土団子作り」や「苔玉作り」「植物の叩き染め」などの手作りワークショップも開かれた。

#### 土祭2015
2015年（平成27年）、新月の9月13日から満月の9月28日にかけて「土祭2015」が開かれた。
「益子町町民の自主性」を主要テーマに掲げ、
「益子町の風土研究」「益子町の住民参加」「益子町の次世代を巻き込む仕組み」の3つを基本方針として、自治会代表などの町民たちが中心となり、企画立案から参加し準備が進められた。
22の展示企画を初めとして、参加体験型企画が9企画、講演・トーク企画が計12回行われるなど、多種多彩なイベントが行われた。
益子町の子どもたちが立ち上げた企画も充実し、中学校有志が益子町への移住者へ取材し「益子の魅力」を探る「益子風土学セミナー」や、益子町在住の各分野の作家による子ども向けのワークショップも開かれた。

### 土祭2018

#### 前・土祭2017
2017年（平成29年）に開かれた「前・土祭2017」では、「土祭」が浸透していなかった七井地区や田野地区でも「土祭イベント」を開催。9月30日には益子地区で、10月1日には田野地区で、そして10月14日には七井地区でそれぞれ「前・土祭」が開かれた。
ワークショップ「光る土団子作り」では、益子地区で産出された「新原土」や、現在は産出量が少なくなり貴重となった「桜土」、そして七井地区の「黄土」を使い土団子を作り、田野地区で収穫したヒマワリ油を使い「大津磨き」と呼ばれる左官技術を応用し、土団子を磨き上げた。

#### 土祭2018
2018年（平成30年）9月15日から30日まで「土祭2018」が開かれた。
4回目となる今回は「土と益子～この土地で共に生きる」をテーマとして、益子町中心部だけではなく、七井地区や田野地区にも及んだ広範囲で多彩なイベントが行われた。
3地区それぞれの会場で日時を変えて「夕焼けバー」が開かれ、益子町中心部では「昔の給食を食べる」「昔の益子探し」、七井地区では「歴史探訪」「マイ箸作り」、そして田野地区では「どんと焼き体験」や「稲刈り体験」などが企画された
また益子町在住の作家や、町外から招いた作家が参加して、益子町の「陶芸メッセ・益子」や「城内坂大階段」、七井地区の旧・小宅小学校や田野地区の山本八幡宮を舞台として作品が展示された

### 土祭2021
2021年（令和3年）に開催された「土祭2021」は、2019年（令和元年）末から発生した新型コロナ禍の影響により、5月22日からの半年間を会期として、10月16日から11月14日までの１ヶ月間をメイン期間として期間を広げてイベントを分散して開催し、アート展や町歩きや、再生粘土から、古代の土窯を再現させ築窯して作陶作品を焼成した「つちかまうつわ」などの様々なワークショップなど、30以上の企画が催された。
今回は芸術を通じて日常の大切さを見直し、新しい日常を再構築したい、という願いとともに「アラワレル、未知ノ日常」をテーマとした。
益子町内の7ヶ所の神社などでアート展覧会が開かれ、陶芸家の作業場を公開する「オープンアトリエ」や、益子町内の周遊ツアーなどの参加型イベントが開かれた。
大塚朋之町長は「コロナ禍の中で出来ることを多面的に発信して、自然を生かしたアートを用いた風景や文化財などの「益子の魅力」を幅広く楽しんで下さい」と力を込めて述べた。

### 反動
2022年（令和4年）4月5日、益子町町長選挙が公示された。この時に町長・大塚朋之の対抗馬として、大塚朋之の選挙にも協力していた益子町町議であった広田茂十郎が熟慮を重ねた結果立候補し、大塚町政を支える有力町議だった広田が大塚と袂を分かち、大塚に対する「一騎打ち」の益子町長選挙に挑んだ。
広田は「益子町の図書館建設計画の見直し」の他に、「イベントの開催よりも、生活環境優先の施策を」「益子陶器市も開催出来ない状況であり、多くの人々が集まる「土祭」開催に対する町民の不安の声に耳を傾けるべきだった」、「「土祭」を開催するなら、その資金を町道の整備などの生活支援に回せなかったのか」、「町議会選出の監査委員として、益子町職員の時間外労働の改善を申し入れても聞き入れられなかった」と延べ、そして「益子町民の声が町政に反映されていない」、「町民目線の政治に戻すべき」と、昨年2021年（令和3年）に新型コロナ禍の最中に強行開催された「土祭」の「イベントとしての見直し」も公約に掲げ訴えた。
そして同年4月10日に行われた益子町長選挙では、前回の町長選（2018年（平成30年））の時の投票率を２.27ポイント上回った64.13％のうち、1,252票差で広田が当選した。
広田は「イベントとしての「土祭」を否定するわけではないが、あまりにも行政主導であり、携わる人々に笑顔が無かった」と2021年（令和3年）に開催された「土祭」を評し、「言葉としては「土祭は休止」」という考えを示した。

## 『ミチカケ』
「土祭」をきっかけとして2013年（平成25年）より制作された、益子町在住者による執筆で益子町を紹介したタウン誌。全国各地で無料配布され、2018年（平成30年）の10号まで発刊された。栃木県立図書館や益子町図書室などで閲覧出来る他、現在も益子町各所に置かれており、インターネット上でも閲覧できる。